# Zamek Laskowice (gm. Jeżewo)

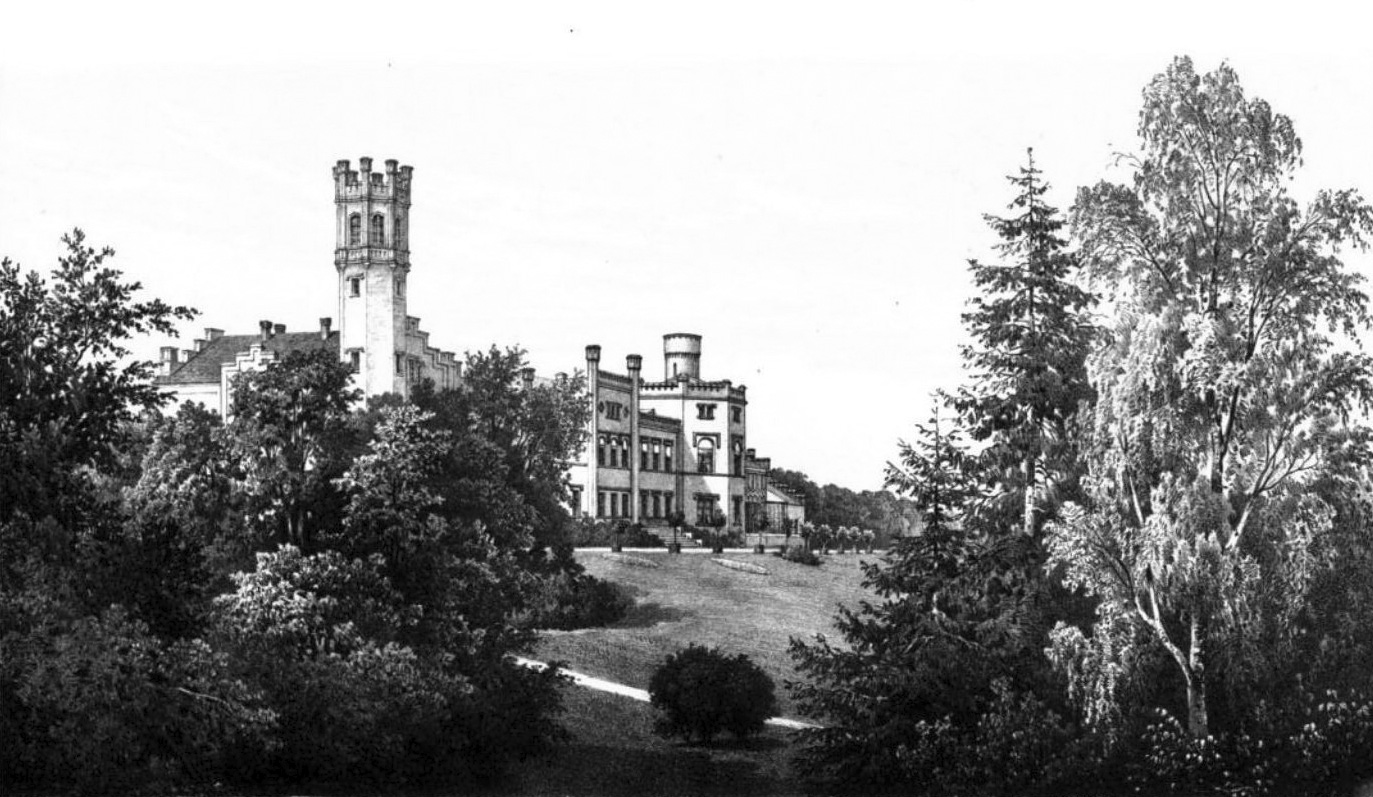
Zamek Laskowice, litografia z ok. 1870 roku

Zamek Laskowice – nieistniejący zamek, który znajdował się we wsi Laskowice (niem. Laskowitz) w gminie Jeżewo, w obecnym powiecie świeckim, a w dawnym zachodniopruskim powiecie Schwetz.

## Historia majątku
Gordonowie, byli rodziną szkockiego pochodzenia z klanu Gordon. Osiedlili się w Niemczech podczas wojny trzydziestoletniej. John Gordon był zamieszany w morderstwo Wallensteina w Egerze. Jednak Johann von Gordon-Coldwels, który kupił Laskowice, przybył do Niemiec dopiero na początku XIX wieku. W latach 1862–1863 Gordonowie rozbudowali stary dom w zamek.
Po II wojnie światowej i budynek został przejęty przez polski Skarb Państwa. Ze względu na zniszczenia powstałe w czasie wojny zamek został rozebrany przez miejscową ludność. Natomiast przebudowane zabudowania gospodarcze są do dziś użytkowane przez prywatnych właścicieli.

## Budynek
Budynek był budowlą klasycystyczną z elementami neogotyckimi. Stał na zachowanym do dziś wzgórzu zamkowym w północnej części parku i zapewniał widok na znajdujące się kilka metrów niżej jezioro zamkowe. Z zabudowań pozostała jedynie dwukondygnacyjny budynek z 1848 roku, popularnie zwany „pałacem”. Jego wyróżniającym się elementem jest kwadratowa wieża na kalenicy. W budynku obecnie mieszczą się mieszkania socjalne.

## Park zamkowy
Park zamkowy, który przetrwał do dziś, jest parkiem krajobrazowym w stylu angielskim i ma powierzchnię 9 hektarów.

## Źródła
1. ↑  Helmut Sieber, Schlösser und Herrensitze in Ost- und Westpreußen, Verlag Wolfgang Weidlich, 1958, s. 83–84 (niem.).
2. 1 2  Laskowice | Park - Most the Most [online], 31 grudnia 2021 [dostęp 2025-08-20] (pol.).
3. ↑  Laskowice [online], Polskie Zabytki [dostęp 2025-08-20] (pol.).